# Saint-Sauveur (Isère)
Saint-Sauveur è un comune francese di 1 957 abitanti situato nel dipartimento dell'Isère della regione dell'Alvernia-Rodano-Alpi.

## Società

### Evoluzione demografica
Abitanti censiti